# 克里斯蒂安·戈丹
克里斯蒂安·戈丹（法語：Christian Gaudin，1967年1月26日—），法国男子手球运动员。他曾代表法国参加1996年和2000年夏季奥林匹克运动会手球比赛，最好名次是1996年奥运会的第四名。